# The Superior Spider-Man
The Superior Spider-Man  est un comic book publié par Marvel Comics depuis janvier 2013. Spider-Man en est toujours le personnage principal, mais ce n'est plus vraiment Peter Parker qui est sous le masque : son corps est contrôlé par Otto Octavius, qui a pris la résolution de poursuivre les activités du héros.

## Historique de la publication
Spider-Man était auparavant apparu dans le dernier numéro de « Amazing Fantasy » en août 1962. Le premier numéro de The Amazing Spider-Man a été publié en mars 1963 jusqu'au 700e numéro en décembre 2012.
The Superior Spider-Man est considéré comme étant la bande dessinée centrale des aventures de Spider-Man depuis la fin de la publication de The Amazing Spider-Man.
L'écrivain de la série Dan Slott a déclaré que la nouvelle série de Spider-Man sera plus sombre. Aussi, Spider-Man aura un costume légèrement modifié. Il a également précisé que cette situation est temporaire. Ceci a tout de même considérablement modifié l'univers de Spider-Man, si on prend en compte la disparition d'Otto Octavius en tant que méchant et celle de Peter en tant que Spider-Man.
La série se termine au mois de mars 2014  avec le numéro 31 pour être remplacé par The Amazing Spider-Man au mois d'avril 2014.
La numérotation de Superior Spider-Man est reprise pour 2 numéros additionnels (32 & 33) à l'issue du cross-over "Edge of Spider-Verse"
Le personnage revient dans les événements de Spider-Geddon, après avoir été The Superior Octopus, en sauvegardant sa conscience dans un Octobot et récupéré le corps du proto-clone (Peter Parker), avant de retourner dans sa propre série en 2019 !

## Synopsis
Après la tentative du docteur Octopus de détruire le monde, il est enfermé dans une prison de haute sécurité appelé Ryker's. Cependant, il a cartographié le cerveau de Peter Parker pendant ses combats avec lui, en utilisant une de ses propres inventions que Spider-Man avait intégré à son équipement afin de l'utiliser contre Octopus. Il a ainsi construit un octobot doré spécial, qui lui a permis d'échanger son corps et celui de Spider-Man.  
Alors que Spider-Man affrontait les Super-Bouffons (Roderick Kingsley et Phil Urich), son sens d'araignée a été surchargé par une machine du Caïd, le brouilleur de Sens d'araignée, inventé par Tiberius Stone. L'octobot en a profité pour échanger l'esprit du Docteur Octopus avec celui de Peter. Piégé dans le corps d'Octopus, le Tisseur ne se laisse pas abattre, et déterminé à reprendre son corps, il s'est échappé de la prison à l'aide d'autres super-vilains. Cependant, le docteur Octopus avait prévu cette éventualité et s'est protégé contre un nouvel échange de corps. Peter, mourant dans le corps de son pire ennemi, lui a transmis toute son expérience de super-héros pour lui faire comprendre ce que signifiait être un héros. Octavius, devenu Spider-Man à part entière, a juré de reprendre le flambeau, et décide de se faire appeler le Spider-Man Supérieur, car il se considère être meilleur en tout point à Peter Parker. 
Il va entièrement bouleverser le quotidien de Peter : il se conçoit un nouveau costume, quitte Mary Jane et n'adresse plus la parole à cette dernière, passe le doctorat que Parker n'a pas eu et se rapproche d'une autre jeune fille. Il se montre également bien plus cruel avec ses ennemis, allant parfois jusqu'à les blesser lourdement (le Scorpion, Boomerang, le Vautour, Screwball et le Pitre en feront les frais) et ira même jusqu'à tuer Massacre d'une balle dans la tête à la gare de New-York devant des témoins. Il fait aussi du robot le Cerveau Vivant son esclave.  
Il utilise des méthodes différentes de celles de Peter : il fait venir la presse sur les lieux de ses missions, serre publiquement la main du maire Jonah Jameson, crée des drones de surveillance pour la ville, utilise l'ancienne prison de Ryker's Island comme sa base, fonde son propre groupe de mercenaire (les "Spiderlings"), provoque la destruction des laboratoires Horizon afin de créer sa nouvelle entreprise (Parker Industries), et s'en prend même à plusieurs super-héros comme Daredevil, le Punisher, Wolverine ou même les Vengeurs.

## Accueil et critiques
L’accueil des fans et de la critique au sujet des événements de The Amazing Spider-Man #700 fut polarisé entre le très négatif et le très positif. Selon Dan Slott, la critique de l'évènement est cela dit majoritairement positive, bien qu'il ait reçu quelques menaces de mort sur Twitter, qu'il a jugé assez sérieuses pour les signaler à la police.